# À part de d'ça, j'me sens ben - Opéra-cirque
Albums de Diane Dufresne
Tiens-toé ben, j'arrive!
(1972) Sur la même longueur d'ondes
(1975)
À part de d'ça, j'me sens ben - Opéra-cirque est le deuxième album de la chanteuse québécoise Diane Dufresne paru en 1973.
Faute de succès, la maison de disques Barclays refusera de le sortir en France, cependant en 2008 le journal La Presse le classe parmi les 50 meilleurs albums québécois du siècle.
L'album bénéficiera également d'une réédition en CD.

## Édition33 Tours

### Liste des titres
| 1. | A part de d'ça                                               | Luc Plamondon | François Cousineau | 3:54 |
| 2. | Rock pour un gars d'bicyc'                                   | Luc Plamondon | François Cousineau | 3:32 |
| 3. | Le tour du bloc                                              | Luc Plamondon | François Cousineau | 4:17 |
| 4. | On tourne en rond                                            | Luc Plamondon | François Cousineau | 3:49 |
| 5. | J'me sens ben (d'après une idée originale de Diane Dufresne) | Luc Plamondon | François Cousineau | 4:30 |

| 1.  | La fin du monde est pour aujourd'hui    | Luc Plamondon | François Cousineau | 3:27 |
| 2.  | Attention la terre                      | Luc Plamondon | François Cousineau | 0:33 |
| 3.  | Le dernier show                         | Luc Plamondon | François Cousineau | 3:20 |
| 4.  | Le signal final                         | Luc Plamondon | François Cousineau | 1:10 |
| 5.  | La joute des étoiles                    | Luc Plamondon | François Cousineau | 1:37 |
| 6.  | Carrousel                               | Luc Plamondon | François Cousineau | 0:33 |
| 7.  | On n'a pas l'temps                      | Luc Plamondon | François Cousineau | 3:20 |
| 8.  | Le cirque est fini                      | Luc Plamondon | François Cousineau | 0:26 |
| 9.  | Comme des chiens                        | Luc Plamondon | François Cousineau | 2:20 |
| 10. | Valse triste                            | Luc Plamondon | François Cousineau | 2:30 |
| 11. | La marche nuptiale des condamnés à mort | Luc Plamondon | François Cousineau | 4:18 |

## Crédits
- Chant : Diane Dufresne
- Musiciens :
  - Claviers, piano, orgue : François Cousineau
  - Synthétiseur : Luis Gabassa
  - Guitares : Red Mitchell, Serge Vallières
  - Basse : Jean-Guy Chapados, Gene Kurtz, Gerry Legault
  - Violons : Raymond Dessaint, Juan Fernandez, Eugène Husaruk, Eugène Nemish, Gratien Robitaille, Francine Lupien
  - Alto : Leslie Malowany, Lorraine Desmarais
  - Violoncelle : Bill Valeur, Mike Carpenter
  - Trompette : Serge Chevanelle, Denis Lagacé, Yves Champoux
  - Trombone : Jean Pierre Carpentier
  - Saxophones, flûte et clarinette : Libert Subirana, Jean Lebrun
  - Percussions : Robert Leroux
  - Batterie : Chris Castle, Pierre Ringuet

## Équipe technique
- Ingénieur du son : Ian Terry assisté de Peter Burns
- Conception livret et photos : René Derome
- Graphisme : Richard Grouts
- Production, arrangements et orchestrations : François Cousineau
- Production réédition CD : Gestion, Son et Image